# Lưu Liệt Hoành
Lưu Liệt Hoành (tiếng Trung giản thể: 刘烈宏, bính âm Hán ngữ: Liú Lièhóng, sinh tháng 10 năm 1968, người Hán) là chuyên gia khoa học điện tử, doanh nhân, chính trị gia nước Cộng hòa Nhân dân Trung Hoa. Ông là Ủy viên dự khuyết Ủy ban Trung ương Đảng Cộng sản Trung Quốc khóa XX, hiện là Bí thư Đảng tổ, Chủ tịch Tập đoàn China Unicom. Ông từng là Phó Bộ trưởng Bộ Công nghiệp và Công nghệ thông tin; Phó Chủ nhiệm Văn phòng Tin tức Internet Quốc gia Trung Quốc.
Lưu Liệt Hoành là đảng viên Đảng Cộng sản Trung Quốc, học vị Cử nhân Tự động hóa, Tiến sĩ Quản trị học, chức danh Cao cấp công trình sư cấp Nghiên cứu viên. Ông có sự nghiệp tham gia ở cả ba lĩnh vực khoa học, kinh tế và chính trị của Trung Quốc.

## Xuất thân và giáo dục
Lưu Liệt Hoành sinh vào tháng 10 năm 1968 tại thủ phủ Thành Đô, tỉnh Tứ Xuyên, Cộng hòa Nhân dân Trung Hoa. Ông lớn lên và tốt nghiệp phổ thông ở Thành Đô, thi cao khảo năm 1986 và đỗ Đại học Khoa học và Công nghệ Nam Kinh, tới thành phố này để nhập học hệ tự động hóa từ tháng 9 và tốt nghiệp cử nhân kỹ thuật chuyên ngành này vào tháng 7 năm 1990. Tháng 9 năm 1995, ông tham gia chương trình nghiên cứu sinh tại chức về quản trị kinh doanh tại Trường Quản lý của Đại học Giao thông Tây An, nhận bằng Thạc sĩ Quản trị học vào tháng 12 năm 1998. Thời gian sau đó, ông là nghiên cứu sinh của Trường Quang Hoa, Đại học Bắc Kinh và trở thành Tiến sĩ Quản trị học. Lưu Liệt Hoành được kết nạp Đảng Cộng sản Trung Quốc vào tháng 8 năm 1997 tại trường Tây An.

## Sự nghiệp

### Thời kỳ đầu
Tháng 7 năm 1990, sau khi tốt nghiệp Khoa Kỹ Nam Kinh, Lưu Liệt Hoành được phân vào Bộ Công nghiệp điện tử cơ giới, bắt đầu ở vị trí cán bộ của Sở nghiên cứu điện tử 29 của bộ. Trong thời kỳ đầu, ông lần lượt là Trợ lý Công trình sư rồi Công trình sư của sở, điều chuyển sang Bộ Công nghiệp điện tử được phân tách từ Bộ Công nghiệp điện tử cơ giới, là Phó Chủ nhiệm Phòng nghiên cứu thứ 2 của Sở 29 từ tháng 4 năm 1995, và Chủ nhiệm từ tháng 1 năm 1997. Năm 1998, Bộ Công nghiệp điện tử được chuyển đổi thành Bộ Sản nghiệp thông tin, ông chuyển sang cơ quan này và nhậm chức Phó Sở trưởng Sở 29 từ tháng 1 năm 2000, rồi trở thành Bí thư Đảng ủy, Sở trưởng 29 từ tháng 3 năm 2001. Trong những năm này ông tập trung nghiên cứu công nghiệp điện tử, được Quốc vụ viện trao trợ cấp đặc thù khoa học, và được phong chức danh khoa học cao nhất của Trung Quốc là Cao cấp công trình sư cấp Nghiên cứu viên.

### Xí nghiệp điện tử
Tháng 11 năm 2004, Lưu Liệt Hoành được bổ nhiệm làm Phó Tổng giám đốc Tập đoàn Khoa Kỹ Điện tử Trung Quốc, Thành viên Đảng tổ tập đoàn từ tháng 12 năm 2005. Ở tập đoàn này hơn 1 năm thì ông được điều chuyển làm Viện trưởng Viện nghiên cứu Phát triển sản nghiệp tin tức điện tử Trung Quốc, kiêm Tổng tài Tập đoàn CCID Bắc Kinh. Sang tháng 1 năm 2009, ông được bổ nhiệm làm Đồng sự, Thành viên Đảng tổ, Tổng giám đốc Tập đoàn Sản nghiệp tin tức điện tử Trung Quốc (China Electronic Corporation), giữ cương vị này liên tục 8 năm 2009–17, và cũng là Phó Bí thư Đảng tổ tập đoàn trong giai đoạn này. Tháng 2 năm 2017, ông được điều trở lại Tập đoàn Khoa Kỹ Điện tử Trung Quốc làm Đồng sự, Phó Bí thư Đảng tổ, Tổng giám đốc tập đoàn hơn 1 năm. Trong giai đoạn này, ông là Ủy viên Ủy ban Toàn quốc Chính hiệp Trung Quốc khóa XII, nhiệm kỳ 2013–18.

### Cấp cao
Tháng 7 năm 2018, Lưu Liệt Hoành được bổ nhiệm làm Phó Chủ nhiệm Văn phòng Tin tức Internet Quốc gia, cấp phó bộ trưởng. Đến tháng 6 năm 2020, ông nhậm chức Thành viên Đảng tổ, Phó Bộ trưởng Bộ Công nghiệp và Công nghệ thông tin. Sau đơn 1 năm, ông được phân trở lại khối xí nghiệp nhà nước làm Bí thư Đảng tổ, Chủ tịch Tập đoàn Liên Thông Trung Quốc (China Unicom), kiêm nhiệm Đồng sự chấp hành, CEO tập đoàn này. Từ tháng 5 năm 2022, ông cũng giữ thêm vị trí Chủ tịch Công ty Tài chính tiêu dùng Merchants Union (MUCFC), công ty con của China Unicom. Cuối năm này, ông tham gia Đại hội Đảng Cộng sản Trung Quốc lần thứ XX từ đoàn đại biểu xí nghiệp trung ương. Trong quá trình bầu cử tại đại hội, ông được bầu là Ủy viên dự khuyết Ủy ban Trung ương Đảng Cộng sản Trung Quốc khóa XX.